# Pedro Bruque
Pedro de Castro Bruque (La Bañeza, 1954 - Barcelona, 1992), más conocido con su apellido materno como Pedro Bruque, fue un bajista y compositor español de heavy metal. 
Leonés de nacimiento, vivió la mayor parte de su vida en Barcelona, donde desarrolló su actividad artística.

## Agrupaciones musicales
A mediados de los años 70 formó parte de "Machine Rock". Realizaron actuaciones propias y también acompañando a artistas de la época como Luc Barreto, Nubes Grises y The Nydia Sisters.
A finales de la década de los 70, con el grupo “Abedul” edita un LP titulado “Nosotros”, de marcada tendencia sinfónica. La banda estaba formada por Albert Aránega (teclados), Narcís Baiges (voz), Pedro de Castro Bruque (bajo), José L. Pérez (guitarra) y Lluís Visiers (batería). Algunos componentes del grupo (Pedro y Lluís) trabajaron también junto a Manzanita.
En la Barcelona desenfadada de los años 1980 los metaleros se reunían en el "Bar Quirófano" (calle Balmes con Valencia) y en las discotecas "Barnaheavy", "Metal" y "Rainbow", donde el bajista ejerció como relaciones públicas. En este contexto Pedro crea en 1980 el grupo "EVO" y, posteriormente, se une a "Tigres de Metal", junto a Albert Pont, David Biosca y José Antonio Manzano. Fueron teloneros de Motörhead, Saxon, Kiss y Judas Priest. El abandono de Manzano y Biosca (que se unieron al grupo Banzai), dio lugar a la integración de Achille Reitz “Jimmy” y Paco Estrader. Así, la banda pasó a llamarse simplemente "Tigres". Esta formación, activa entre 1982 y 1988, grabó 4 discos: Listos para el asalto (1984), Víctimas del rock (1986), Al rojo (1988) y Take It All (1988).

## "El heavy no es violencia"

Bruque (de izquierda a derecha): Domingo Gallardo, Antonio Gómez, Albert Arias, Toni Larrosa y Pedro Bruque

Los conciertos de heavy metal solían derivar en batallas campales, vandalismo y, durante una actuación de Scorpions en el estadio del Rayo Vallecano de Madrid murió un fan de un navajazo. La prensa situó al heavy metal en su punto de mira y los ayuntamientos eran reacios a los shows de este género. Fue entonces cuando Pedro Bruque creó el COHE (Colectivo Heavy Nacional) y organizó varios conciertos con el nombre "El heavy no es violencia" en Barcelona, Alicante, Torrelavega (Cantabria) y Casetas (Zaragoza). "El heavy no es violencia" fue también el nombre de la canción que el bajista compuso como carta de presentación de su carrera en solitario, y que se convirtió en himno para los metaleros de los 80 en España. 
Los conciertos reunieron entre 1987 y 1989 a Obús, Ángeles del Infierno, Muro, Zeus, 11 Bis, Vip, Snuffo, Attack, Sangre Azul, Ñu, Acero, Eider, Leviatan, Odyssey, Exodo, Excess, Metralla, Thor, Fuck Off, Estirpe, Pedro Botero, Badana, Loki , Últimos de Cuba, N-232, Aspid y Leize, entre otros. Y, por supuesto, la nueva formación de Pedro, llamada "Bruque" (junto a Domingo Gallardo, Alberto Arias, Antonio Gómez y Toni Larrosa). Desde entonces Pedro se dedicó a este proyecto, y la revista especializada "Heavy Rock" lo eligió como "mejor bajista nacional". Grabó su primer álbum con el grupo (En mitad del camino), editado en 1988 como LP, y lanzado en CD remasterizado en 2009 por "Leyenda Records".

## Fallecimiento y homenajes

El bajo y la chupa de Pedro. El instrumento fue robado en marzo de 2013 en Barcelona y sigue sin ser localizado

Pedro Bruque falleció prematuramente a los 37 años a causa de un tumor cerebral, el 28 de julio de 1992, en Barcelona.
El primer homenaje a Pedro Bruque tuvo lugar en Madrid el 22 de abril de 1993, en la fiesta de entrega de premios que organizaba el periodista Rafa Basa en la sala "Canciller". 
En Barcelona se hizo el 14 de mayo de 1993. Sus amigos Ricard Altadill, Mamen Hernández y Ramón Santiveri organizaron un concierto homenaje en la sala "Zeleste II".
Finalmente, el 16 de octubre de 2010 se organizó un nuevo concierto homenaje a Pedro en Barcelona. La ocasión reunió a los miembros de las bandas que él había creado (Tigres y Bruque), y contó también con la colaboración de Ringleling y Tribute, una banda que realiza versiones de los clásicos.
El concierto, llamado Breaking the Law por ser uno de los temas de Judas Priest que más gustaban a Pedro, ha sido editado y comercializado en formato DVD por la discográfica Leyenda Records.

## Discografía

### Con Abedul
- Nosotros (1979)

### Con Tigres
- Listos para el asalto (1984)
- Víctimas del rock (EP, 1986)
- Heavy Rock al rojo! (junto a Zero, 1988)
- Take It All (1988)

### Como Bruque
- En mitad del camino (Justine, 1988)
- Bruque (Semaphore, 1991)